# Philippe Lucas
Pour les articles homonymes, voir Lucas.
Ne doit pas être confondu avec Philippe Lucas, footballeur français
Philippe Lucas, né le 15 avril 1963 à Melun, est un entraîneur de natation français.
Il est notamment connu pour avoir été l'entraîneur de la championne olympique Laure Manaudou. Il entraîne également Aurélie Muller, Sharon van Rouwendaal, David Aubry, Anastasiia Kirpichnikova, Charlotte Bonnet, Jérémy Desplanches et Ahmed Jaouadi.

## Biographie
Nageur « moyen » licencié à l'US Melun, Philippe Lucas s'oriente très tôt vers l'entraînement, à 20 ans. « J'étais une tringle » dit lui-même Lucas concernant sa carrière de nageur. Il découvre tout de même le haut niveau en 1977 avec un passage à l'INSEP.
En 1983, il devient entraîneur à l'US Melun puis passe au CN Melun-Dammarie en 1990, lors de la constitution de ce nouveau club mettant en commun les infrastructures de Melun et de Dammarie-lès-Lys ; le club est devenu ensuite Cercle des nageurs de Melun Val de Seine à la suite de l'adhésion d'autres communes au regroupement.
Il obtient des résultats probants avec plusieurs nageurs : Julia Reggiany (sélectionnée aux Jeux olympiques de 1992 et aujourd'hui son épouse), Nadège Cliton (sélectionnée aux Jeux de 1996), David Abrard (sélectionné aux Jeux de 1996), Alena Popchanka (titre européen en petit bassin sur 100 et 200 mètres en 2002). Lucas y entraîne aussi Pierre Henri, Pierre Roger, et des nageurs étrangers prestigieux comme la Suédoise Therese Alshammar ou la Roumaine Camelia Potec notamment. Parmi ses protégés, on retrouve aussi Laure Manaudou, qui devient une vedette nationale à la suite de ses résultats aux Jeux de 2004 (provoquant ainsi la notoriété de Lucas auprès du grand public), et Esther Baron, championne d'Europe du 200 m dos en 2006 et détentrice du record d'Europe du 200 m dos en petit bassin (25 m).
Après avoir eu des rapports conflictuels avec les autorités fédérales, il est entraîneur associé à l'Équipe de France de natation à partir de 2004.
Le 12 août 2006, Philippe Lucas rejoint le club de Canet 66 natation (Canet-en-Roussillon), emmenant avec lui Laure Manaudou et tout son groupe d'entraînement. Il devient directeur sportif de la piscine olympique Europa et sera responsable du secteur Élite du club, classé dixième en France.
En mai 2007, la championne qu'il a formée, Laure Manaudou, le quitte pour aller s'entraîner en Italie, auprès de son petit ami de l'époque, Luca Marin.
Le 9 février 2009, il est mis à pied et convoqué pour un licenciement pour faute grave après avoir affirmé ne pas avoir été payé par son club de Canet-en-Roussillon depuis des mois. Il est cependant soutenu par ses nageurs Xavier Leprêtre, Camelia Potec et Magali Rousseau, qui refusent de reprendre l'entraînement. Arlette Franco, le député-maire UMP de Canet-en-Roussillon, réputée proche de Lucas, prend également sa défense. Pierre Rollin, le président du club, à l'origine de son licenciement affirme, quant à lui, que Lucas n'a jamais respecté les budgets du club et qu'il est un personnage sulfureux et ingérable.
Il s'est installé depuis le début de la saison 2012 à Narbonne (Aude). Selon le contrat signé avec l'agglomération du Grand Narbonne, Philippe Lucas percevra 150 000 euros par an pendant trois ans. En plus de l'entrainement de son équipe de nageurs, Philippe s'implique dans le développement de la natation dans l'agglomération narbonnaise et joue le rôle de porte-drapeau de luxe de l’agglomération. Le 14 février 2013, Federica Pellegrini annonce qu'elle rejoindra le groupe de Philippe Lucas avec son compagnon Filippo Magnini, double champion du monde du 100 mètres nage libre, pour préparer les Jeux olympiques de Rio en 2016.
Il poursuit sa carrière à Paris en collaboration avec le groupe Lagardère Paris Racing, où il encadre le groupe de nageurs, Le Team Lucas, au sein duquel on retrouve des Italiens comme Federica Pellegrini, huit Français, dont Anthony Pannier, un Bulgare, deux Polonais, trois Tunisiens et la Néerlandaise Sharon van Rouwendaal récente championne d'Europe 2014 de 10 km dames.
En septembre 2014, Federica Pellegrini met un terme à sa collaboration avec Phillipe Lucas et ils se sont quittés « en excellents termes » après que la nageuse italienne eut fait le souhait de retourner dans son pays d'origine.

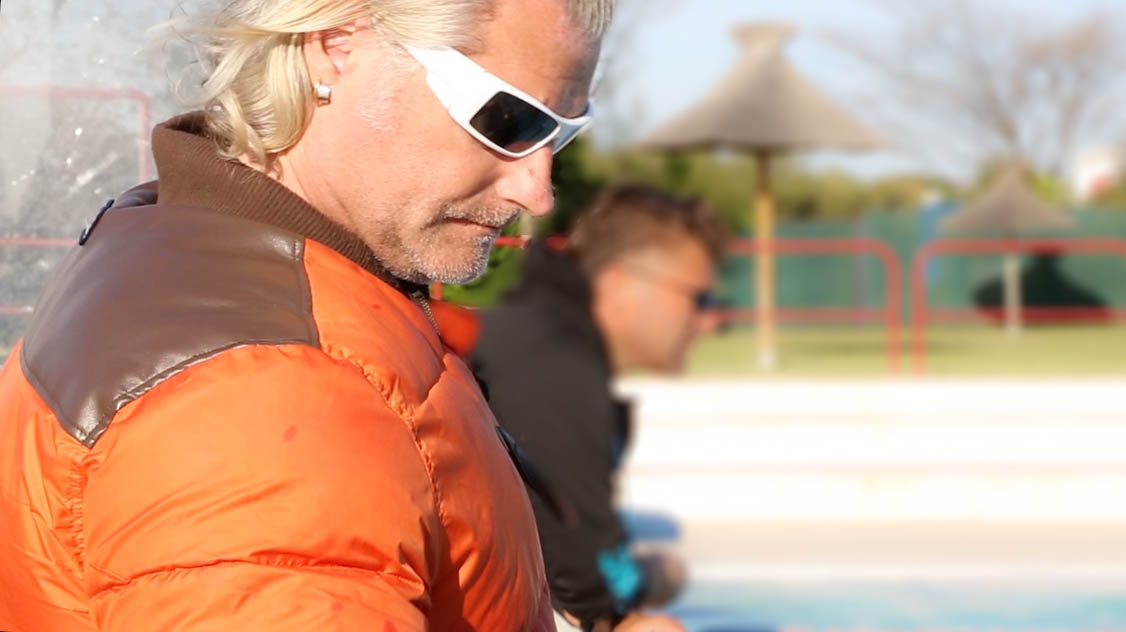
Philippe Lucas entrainant ses nageurs dans le bassin de l'Espace Liberté à Narbonne. Juillet 2015.

Aux championnats du monde 2015 de Kazan, Aurélie Muller, championne du monde, et Sharon van Rouwendaal, deux nageuses entrainées par Philippe Lucas s'imposent dans le 10 km eau libre dames se qualifiant du même coup pour les Jeux olympiques de Rio.
En septembre 2016, il rejoint le centre d'entraînement de la piscine Neptune à Montpellier.
Depuis 2019, il entraîne la nageuse d'origine russe Anastasiia Kirpichnikova, naturalisée française en 2023 et médaillée d'argent aux Jeux Olympiques de 2024 au 1500 m nage libre,.
Il quitte ensuite Montpellier et rejoint Martigues en septembre 2021, où il investit avec son équipe la nouvelle piscine olympique Avatica.

## Bilan d'entraîneur

### Principaux faits d'armes des nageurs entrainés par Philippe Lucas
| Athlète                  | Période           | Principaux résultats                                                       | Principaux résultats |
| Athlète                  | Période           | Jeux olympiques                                                            | Championnats du monde |
| ------------------------ | ----------------- | -------------------------------------------------------------------------- | --- |
| Laure Manaudou           | 2001-2007         | Athènes 2004 - 400m nl - 800m nl - 100m dos                                | Montréal 2005 : 400m nl Melbourne 2007 : 200m et 400m nl, 800m nl et 100m dos, 4x200m nl                                        |
| Camelia Potec            | 2004-2008         | Pékin 2008 - 4e 800m nl - 5e 200m nl - 6e 400m nl                          | Rome 2009 : 1 500m nl |
| Amaury Leveaux           | 2010-2012         | Londres 2012 4x100m nl                                                     | |
| Federica Pellegrini      | 2011 et 2013-2014 |                                                                            | Shanghai 2011 : 200m et 400m nl                                                                                                 |
| Sharon van Rouwendaal    | 2013-2021         | Rio 2016 : 10 km eau libre Tokyo 2020 : 10 km eau libre                    | Kazan 2015 : 400m nl, 10 km eau libre, par équipes mixte Budapest 2017 : 25 km eau libre                                        |
| Aurélie Muller           | 2015-2019         | Rio 2016 10km eau libre (puis disqualifiée)                                | Kazan 2015 : 10 km eau libre Budapest 2017 : 10 km eau libre et par équipes mixte, 5 km eau libre Gwangju 2019 : 5 km eau libre |
| Marc-Antoine Olivier     | Jusque 2021       | Rio 2016 : 10km eau libre Tokyo 2020 : 6e 10km eau libre                   | Budapest 2017 : 5 km eau libre et par équipes mixte, 10 km eau libre Gwangju 2019 : 10 km eau libre                             |
| David Aubry              | Jusque 2021       |                                                                            | Gwangju 2019 : 800m nl |
| Anastasiia Kirpichnikova | 2019-présent      | Tokyo 2020 - 7e 1 500m nl - 8e 800m nl Paris 2024 - 1 500m nl - 7e 800m nl | |
| Logan Fontaine           | 2021-présent      | Paris 2024 : 5e 10 km eau libre                                            | Doha 2024 : 5 km eau libre |
| Ahmed Jaouadi            | 2023-présent      | Paris 2024 - 4e 800m nl - 6e 1 500m nl                                     | Singapour 2025 : 800m et 1500m nl                                                                                               |

## Justice
En août 2007, Philippe Lucas est concerné par une enquête préliminaire du parquet de Melun, à la suite d'une plainte de son ancien club, le Cercle des nageurs de Melun Val de Seine, au sujet d'irrégularités comptables durant la période où son père, Jean Lucas, en était le président. Le 16 mai 2008, il est mis en examen et placé sous contrôle judiciaire. Le 12 mai 2014, Philippe Lucas, est relaxé par le tribunal correctionnel de Melun (Seine-et-Marne). Lors du procès en appel qui a lieu en juin 2015, Philippe Lucas est condamné à une amende de 2500 €.

## Médiatisation
Philippe Lucas a depuis le 26 mars 2007 sa marionnette aux Guignols de l'info avec la phrase fétiche « Pis c'est tout ! ». Sa marionnette a un collier avec le symbole du groupe de rap américain où Eminem exerce : D12.
Passionné de football et supporter du Paris Saint-Germain, il a été pendant la saison 2007-2008 chroniqueur pour l'émission France 2 Foot.
Le 22 avril 2008, Alain Cayzac a affirmé avoir pensé, avant sa démission, à Philippe Lucas pour devenir manager général du PSG dans l'optique d'une opération « maintien » en Ligue 1.
En novembre 2008, il est éditorialiste pour le quotidien Aujourd'hui sport.
Il fait également des passages réguliers et remarqués dans l'émission de M6, 100 % Foot, dont il devient un titulaire après les départs de Pierre Ménès et Dominique Grimault. Mais sera renvoyé par M6 début 2010 pour avoir participé à une émission sur TF1 qui lui était dédiée, Qui peut battre Philippe Lucas ?.
Depuis le 7 juin 2009, Philippe Lucas a été recruté par le fournisseur d'électricité alternatif Direct Énergie pour représenter la marque.
En novembre 2009, Philippe Lucas a accepté d’être l'ambassadeur de la Méthode Anti-Galère et de porter le message de l'AFPA.
« Toute ma vie, j’ai aidé de jeunes sportifs à s’accomplir et à réussir dans leur métier. L'AFPA fait exactement la même chose avec les publics qu’elle reçoit », déclare Philippe Lucas.
Il rejoint, lors de la rentrée 2013, l'équipe de chroniqueurs de l'émission de D8 Touche pas à mon poste ! portée par Cyril Hanouna, qui « grâce » à Philippe Lucas aura lui aussi sa marionnette aux Guignols de l'Info, dans laquelle il expose une vision plus « professionnelle » du sport.
Philippe Lucas a participé au reportage intitulé Coach, créateurs d'exploits diffusé par Canal+ en février 2016.
En 2015, il devient consultant pour France Télévisions. Il commente les Championnats du monde de natation 2015 avec Alexandre Boyon, Laure Manaudou et Nelson Monfort. Il commente aussi les Championnats d'Europe 2016 à Londres et les Jeux Olympiques de Rio 2016 avec la même équipe.

## Publications
- L'entraineur, l'ex coach de Laure Manaudou parle enfin !, Michel Lafon, 2008[18]

## Vie privée
Avec son épouse Julia Reggiany, ils sont parents d'un garçon Tom né en octobre 2005 et d'une fille Lou née en 2007.